# Río Aguapey (vattendrag i Argentina)
Río Aguapey är ett vattendrag i Argentina.   Det ligger i provinsen Corrientes, i den nordöstra delen av landet, 600 km norr om huvudstaden Buenos Aires.
Runt Río Aguapey är det i huvudsak tätbebyggt. Runt Río Aguapey är det glesbefolkat, med 17 invånare per kvadratkilometer.